# 埃斯昆特拉省
埃斯昆特拉省 （西班牙語：Departamento de Escuintla）是瓜地馬拉南部的一個省份。南臨太平洋。面積4,384平方公里，人口538,746人。首府埃斯昆特拉。
1825年建省，下設十三個自治市。
1. ↑  Citypopulation.de Population of departments in Guatemala